# روني ترويف
روني ترويف

## وصلات خارجية
- روني ترويف على موقع IMDb (الإنجليزية)
- روني ترويف على موقع الاتحاد الدولي لكرة السلة (الإنجليزية)
- روني ترويف على موقع إن بي أي (الإنجليزية)
- روني ترويف على موقع سبورتس رفرنس (الإنجليزية)
- روني ترويف على موقع كرة السلة الأوروبية.كوم (الإنجليزية)
- روني ترويف على موقع إي إس بي إن.كوم (الإنجليزية)
- روني ترويف على موقع كلية كرة السلة في سبورتس رفرنس.كوم (الإنجليزية)
- روني ترويف على موقع ريلجم (الإنجليزية)
- روني ترويف على موقع بروبوليرز (الإنجليزية)
- روني ترويف على موقع سبورتس رفرنس (الإنجليزية)
- روني ترويف على موقع اللجنة الأولمبية الدولية (الإنجليزية)

1. ↑  College Basketball at Sports-Reference.com، QID:Q100311335
2. ↑  ريلجم، QID:Q7300810